# Leutingewolde
Leutingewolde (Drents: Lukkn'wol) is een buurtschap in de gemeente Noordenveld, in de Nederlandse provincie Drenthe. Het ligt ongeveer 1 km ten noorden van Roden. Leutingewolde heeft een eigen postcode, maar wordt aangeduid met witte komborden.
In 2023 woonden er ruim 130 mensen. Onder adressering valt ook het westelijke deel van de bewoning aan de Rodervaart.

## Geboren in Leutingewolde
- Jan Geersing (1940-2021), burgemeester van Ferwerderadeel

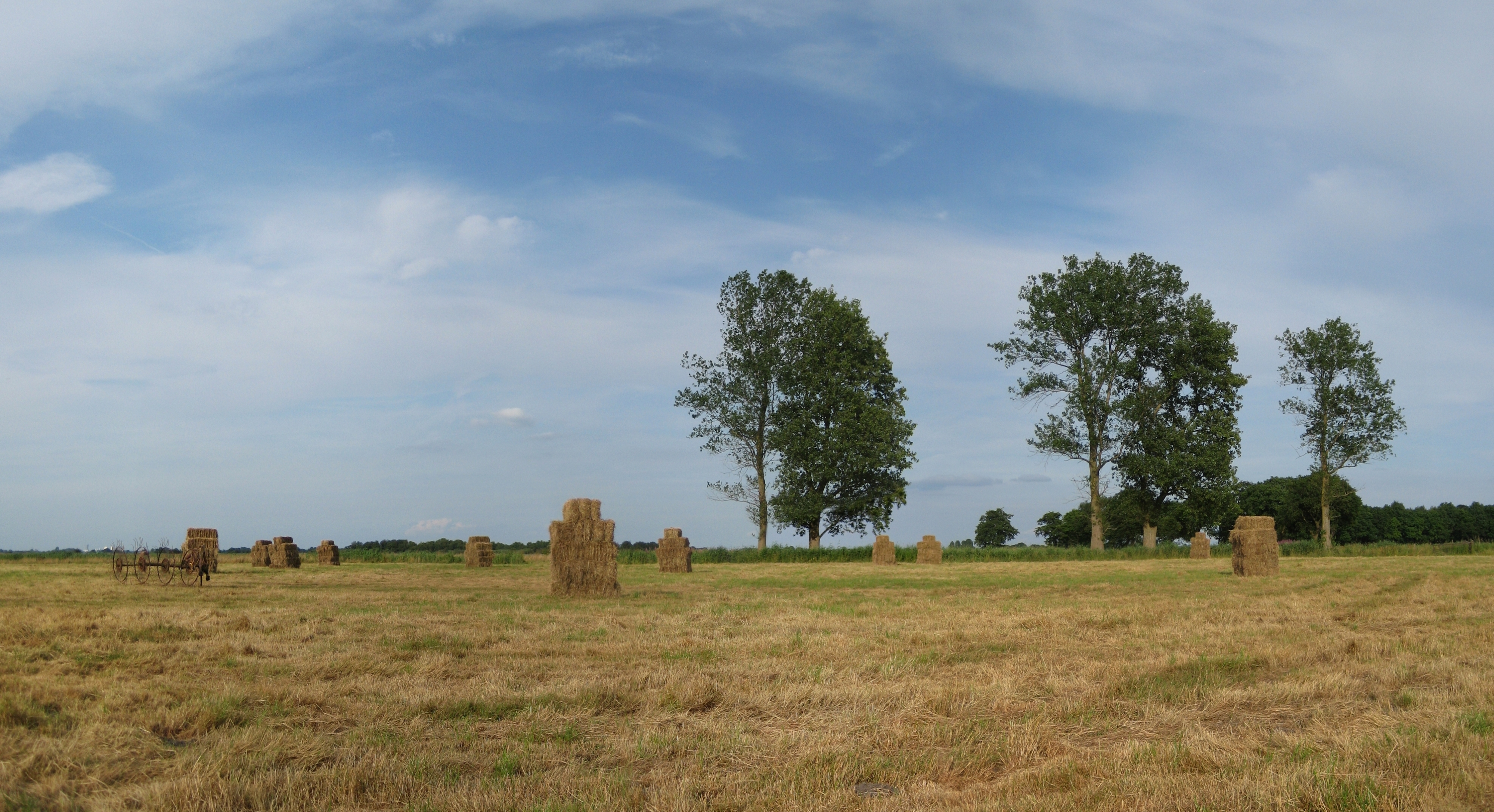
Landschap in de Polder Leutingewolde, een kilometer ten noorden van Leutingewolde (2009)

Hoofdplaats: Roden

Overige plaatsen: Allardsoog (deels) · Altena · Alteveer · Amerika · Boerlaan · Een · Een-West · De Streek · Foxwolde · Huis ter Heide · Klunderveen · Langelo · Lieveren · Leutingewolde · Matsloot · Nietap · Nieuw-Roden · Norg · Norgervaart (deels) · Oostindië (deels) · Peest · Peize · Peizermade · Peizerwold · De Pol · Roderesch · Roderwolde · Sandebuur · Steenbergen · Terheijl · Veenhuizen · Westervelde · Zuidvelde

Drenthe: Steden en dorpen      Nederland: Provincies · Gemeenten